# ماريا ريتا
ماريا ريتا (بالبرتغالية: Maria Rita‏) هي مغنية برازيلية، ولدت في 9 سبتمبر 1977 في ساو باولو في البرازيل.

## وصلات خارجية
- الموقع الرسمي
- ماريا ريتا على موقع IMDb (الإنجليزية)
- ماريا ريتا على موقع ميوزك برينز (الإنجليزية)
- ماريا ريتا على موقع أول ميوزيك (الإنجليزية)
- ماريا ريتا على موقع ديسكوغز (الإنجليزية)
- ماريا ريتا على موقع قاعدة بيانات الفيلم (الإنجليزية)